# Papilio desmondi
Papilio desmondi là một loài bướm thuộc họ Papilionidae. Nó được tìm thấy ở châu Phi.
Ấu trùng ăn các loài Vepris eugeniifolia, Teclea, Clausena, Zanthoxylum, Calodendrum và Citrus.

## Phân loài
- Papilio desmondi desmondi (các đồi Chyulu tây nam Kenya)
- Papilio desmondi magdae Gifford, 1961 (bắc Tanzania)
- Papilio desmondi teita van Someren, 1960 (đông nam Kenya)
- Papilio desmondi usambaraensis (Koçak, 1980) (Tanzania, bắc Malawi, đông bắc Zambia)

## Hình ảnh

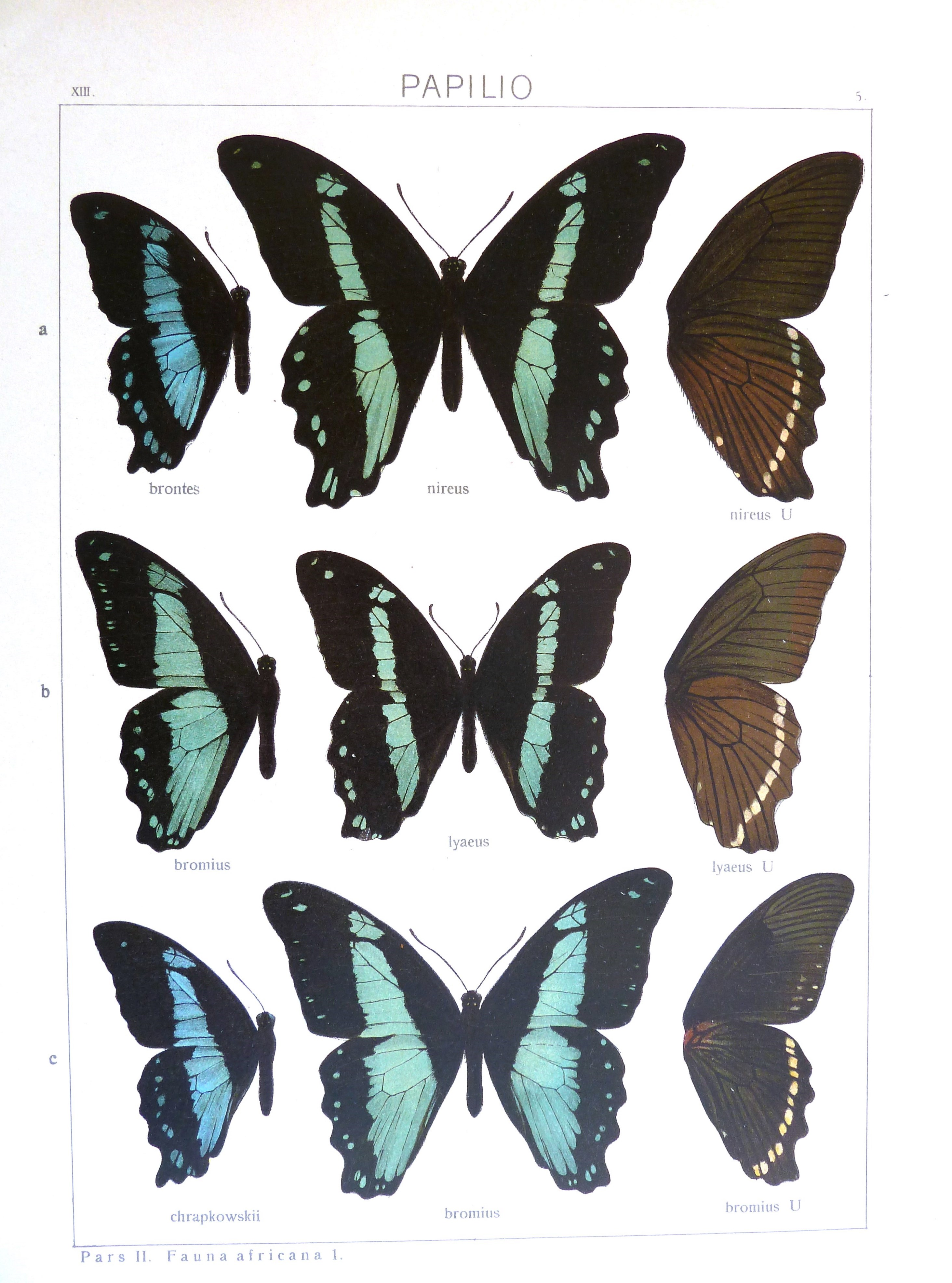